# FeardotCom
FeardotCom (Brasil: Medopontocombr ) é um filme de terror teuto-luxemburgo-britano-estadunidense de 2002, dirigido por William Malone. Foi protagonizado por Stephen Dorff, Natascha McElhone e Stephen Rea.